# Bulwar Marii i Lecha Kaczyńskich we Wrocławiu
Bulwar Marii i Lecha Kaczyńskich we Wrocławiu – bulwar we Wrocławiu, położony na lewym brzegu rzeki Odry, pomiędzy Mostem Pokoju i Mostem Grunwaldzkim. Nazwa bulwaru (nadana uchwałą Rady Miejskiej Wrocławia nr XLII/1048/13 z dnia 18 kwietnia 2013 r.) upamiętnia prezydenta RP Lecha Kaczyńskiego i jego małżonkę Marię Kaczyńską, którzy 10 kwietnia 2010 r. zginęli wraz z innymi osobami podczas katastrofy polskiego samolotu Tu-154 na lotnisku w Smoleńsku, gdzie udawali się na obchody 70. rocznicy zbrodni katyńskiej . W ten sposób Wrocław stał się drugim po Bydgoszczy miastem w Polsce, które w ten sposób upamiętniło parę prezydencką .

## Inicjatywa upamiętnienia osób Marii i Lecha Kaczyńskich

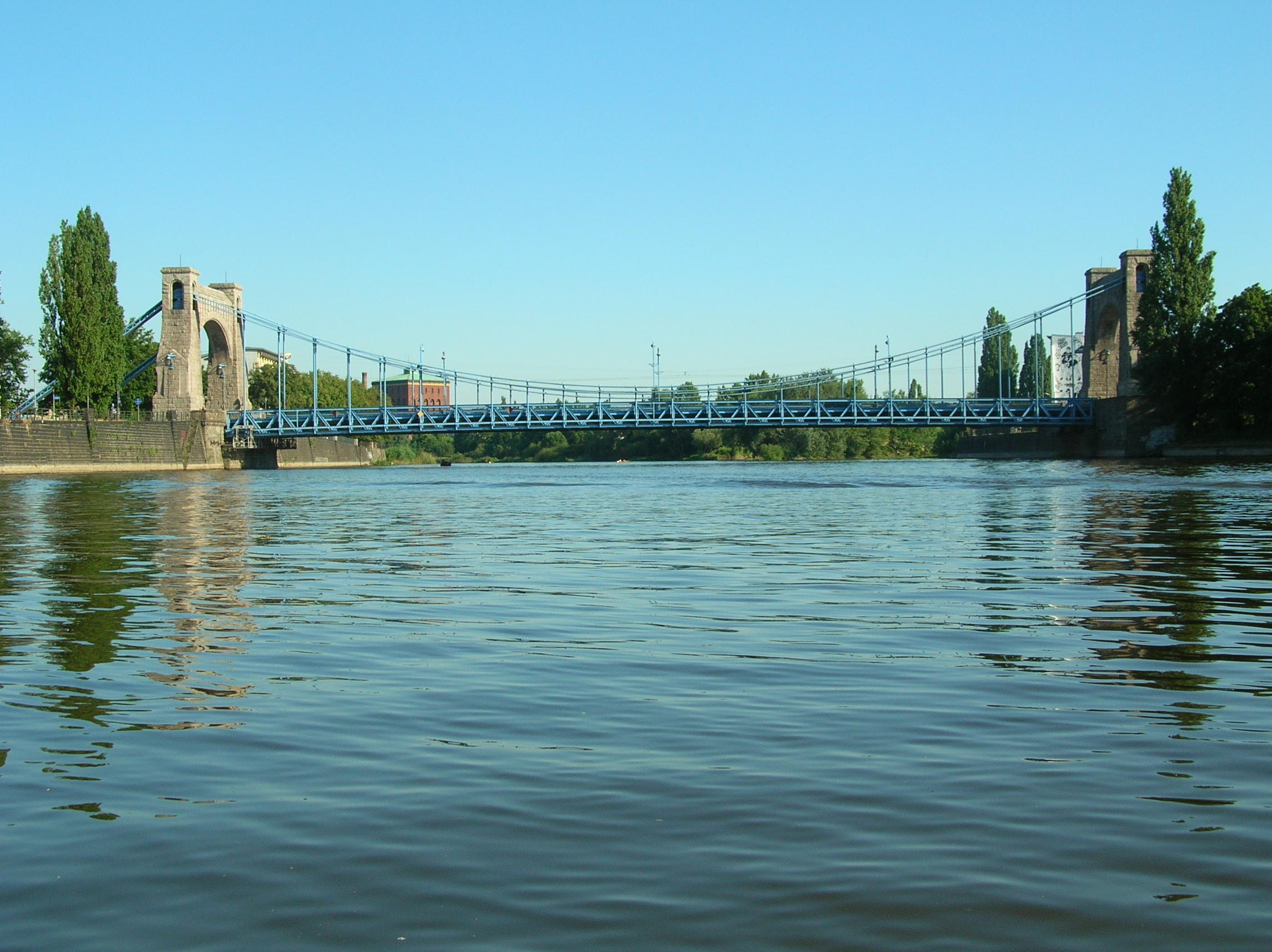
Most Grunwaldzki

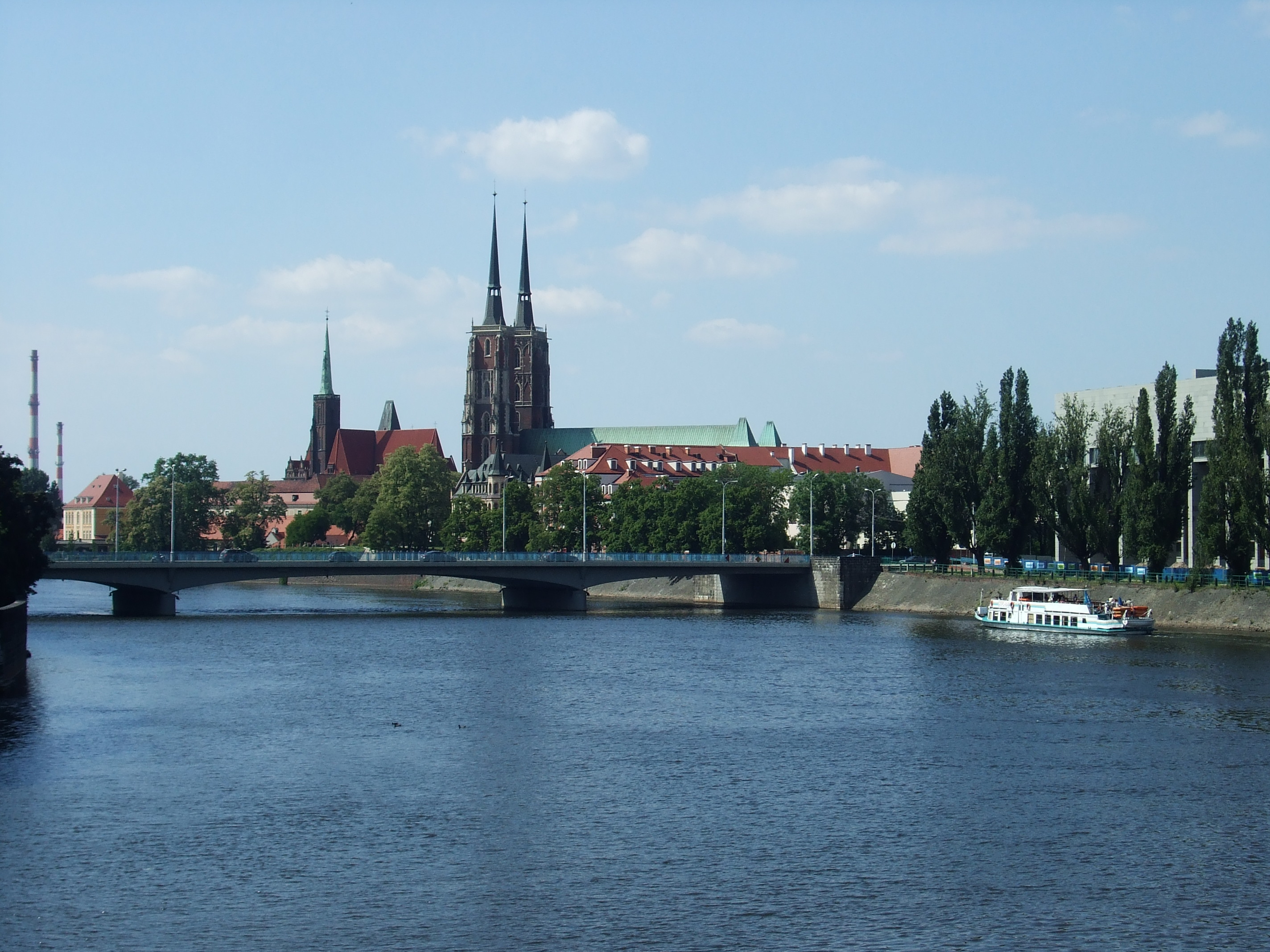
Most Pokoju

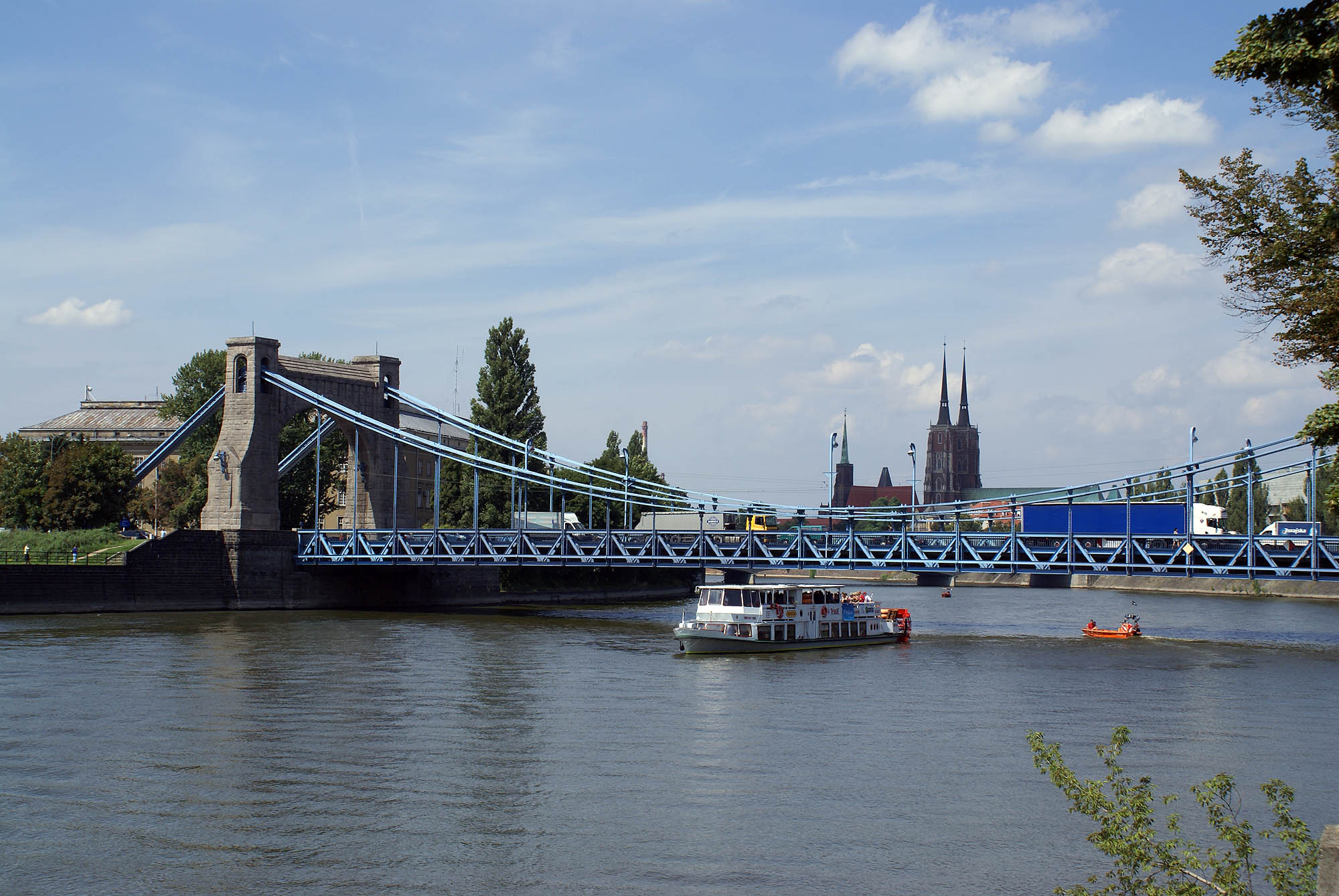
Most Grunwaldzki, za mostem na lewym brzegu bulwar

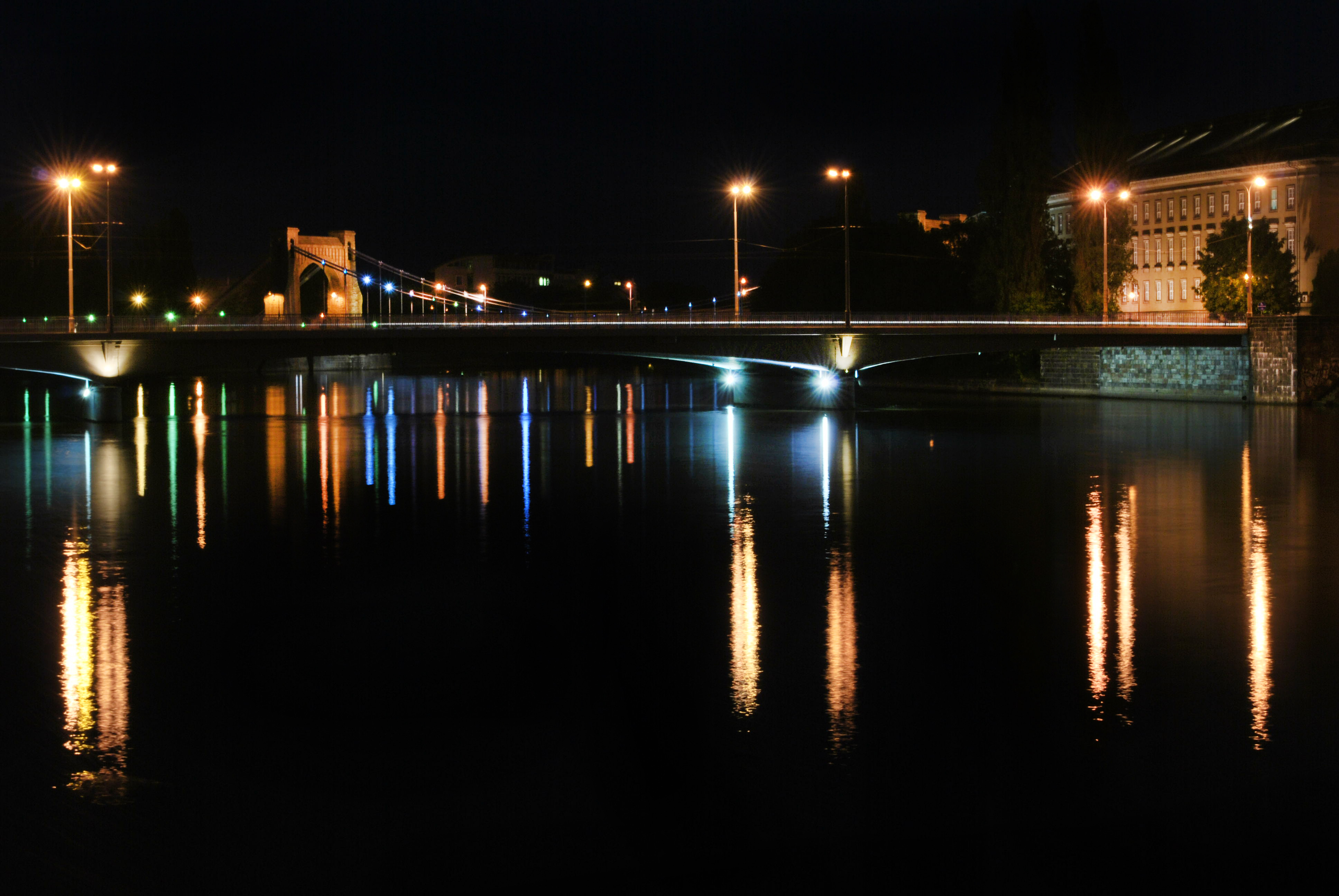
Most Pokoju i dalej Most Grunwaldzki, po prawej bulwar

Pomysł wyróżnienia tragicznie zmarłych Marii i Lecha Kaczyńskich pochodził od dolnośląskich władz NSZZ Solidarność   . Uzyskał on poparcie prezydenta Wrocławia Rafała Dutkiewicza . Na jego wniosek radni Wrocławia przyjęli w tej sprawie stosowną uchwałę .
Podobne postulaty zgłaszało już wcześniej Prawo i Sprawiedliwość, wskazując – zdaniem przedstawicieli tej partii – lepsze lokalizacje i obiekty obejmujące m.in. most Rędziński, czy też cały plac Społeczny. Jednak pomimo tych uwag i braku wcześniejszej konsultacji partia ta wyraziła zadowolenie i poparła projekt .
Także inicjatorzy uhonorowania prezydenckiej pary rozważali możliwość nadania ich imienia także innym niż bulwar lokalizacjom i obiektom. Rozważano między innymi, aby imię Marii i Lecha Kaczyńskich nosił plac przed budynkiem urzędu wojewódzkiego, ze względu jednak na możliwość w przyszłości zabudowy tego obszaru uznano, że lepszym rozwiązaniem będzie nadanie nazwy temu bulwarowi . Ponieważ miał on już przypisaną nazwę jako fragment bulwaru Xawerego Dunikowskiego, wymagało to przeprowadzenia stosownych zmian .

## Uroczystość nadania nazwy bulwarowi
Uroczystość związana z nadaniem bulwarowi nowych patronów odbyła się w poniedziałek 23 września 2013 roku. W uroczystości udział wzięli między innymi: wojewoda dolnośląski Aleksander Marek Skorupa, wicewojewoda Ewa Mańkowska, kard. Henryk Gulbinowicz, Włodzimierz Juszczak (biskup greckokatolicki) oraz przedstawiciele Solidarności i Solidarnych 2010. Ponadto obecni byli także uczniowie Gimnazjum nr 2, LO nr XV,  XVII Liceum Ogólnokształcącego im. Agnieszki Osieckiej we Wrocławiu (w którym gościł wcześniej prezydent Lech Kaczyński), Zespołu Szkół Sióstr Salezjanek i innych szkół  .

Poseł Dawid Jackiewicz odczytał list przesłany przez Martę Kaczyńską, córkę Marii i Lecha Kaczyńskich  .

W czasie uroczystości miał miejsce incydent związany z rozwinięciem transparentu z napisem  : 

Polski prezydent został w Rosji zamordowany. 10.04.2010

## Nazwy bulwaru
Bulwar, któremu nadano obecnie imię Marii i Lecha Kaczyńskich, był wcześniej jednym z odcinków Bulwaru Xawerego Dunikowskiego . Uchwała o zmianie  nazwy bulwaru weszła w życie 14 dni od daty jej ogłoszenia w Dzienniku Urzędowym Województwa Dolnośląskiego, tj. 14 dni od dnia 29 kwietnia 2013 roku   . Doniesienia prasowe błędnie utożsamiały datę uroczystości 23 września 2013, oficjalnego nadania nazwy bulwarowi, z datą, od której bulwar miałby nosić tę nazwę   .
W związku z nadaniem nowej nazwy stosowną uchwałą zmieniono uchwałę Rady Narodowej m. Wrocławia z dnia 26 lutego 1965 roku w sprawie nazwania lewobrzeżnego bulwaru nad Odrą – od mostu Piaskowego do mostu Grunwaldzkiego – bulwarem im. Xawerego Dunikowskiego.

## Położenie i otoczenie
Bulwar otoczony jest:
- od północnego wschodu – korytem Odry, jej śródmiejskiego ramienia, tj. Odry Głównej na odcinku Odry Górnej[5] [7][11],
- od południowego zachodu – budynkiem Dolnośląskiego Urzędu Wojewódzkiego[5] [7][11][12]
- na północnym zachodzie – znajduje się ulica przypisana do Placu Powstańców Warszawy i Most Pokoju[5] [11][13], a za nimi położone jest Muzeum Narodowe i wzdłuż brzegu rzeki Bulwar Xawerego Dunikowskiego[11]
- na południowym wschodzie – znajduje się ulica przypisana do Placu Społecznego i most Grunwaldzki[5] [7][11][14], a za nimi nabrzeże wzdłuż Odry i ujścia Oławy, tj. wybrzeże Juliusza Słowackiego[11][15][16].

## Przebieg
| północny wschód                                      | północny wschód | bulwar                           | bulwar                          | południowy zachód                                   | południowy zachód |
| obiekt                                               | zdjęcie         | nazwa                            | zdjęcie                         | obiekt                                              | zdjęcie           |
| ---------------------------------------------------- | --------------- | -------------------------------- | ------------------------------- | --------------------------------------------------- | ----------------- |
| Odra                                                 |                 | Bulwar Xawerego Dunikowskiego    |                                 | Muzeum Narodowe nr rej.: A/5258/325/Wmz 24.07.1976  |                   |
| Most Pokoju                                          |                 | ulica Placu Powstańców Warszawy  | ulica Placu Powstańców Warszawy | ulica Placu Powstańców Warszawy                     |                   |
| Odra                                                 |                 | Bulwar Marii i Lecha Kaczyńskich |                                 | Nowa Rejencja obecnie: Dolnośląski Urząd Wojewódzki |                   |
| Most Grunwaldzki nr rej.: A/1653/326/Wm z 15.10.1976 |                 | ulica Placu Społecznego          | ulica Placu Społecznego         | ulica Placu Społecznego                             |                   |
| Odra dalej: Ujście Oławy                             |                 | wybrzeże Juliusza Słowackiego    |                                 | zabudowa miejska                                    |                   |

## Zagospodarowanie

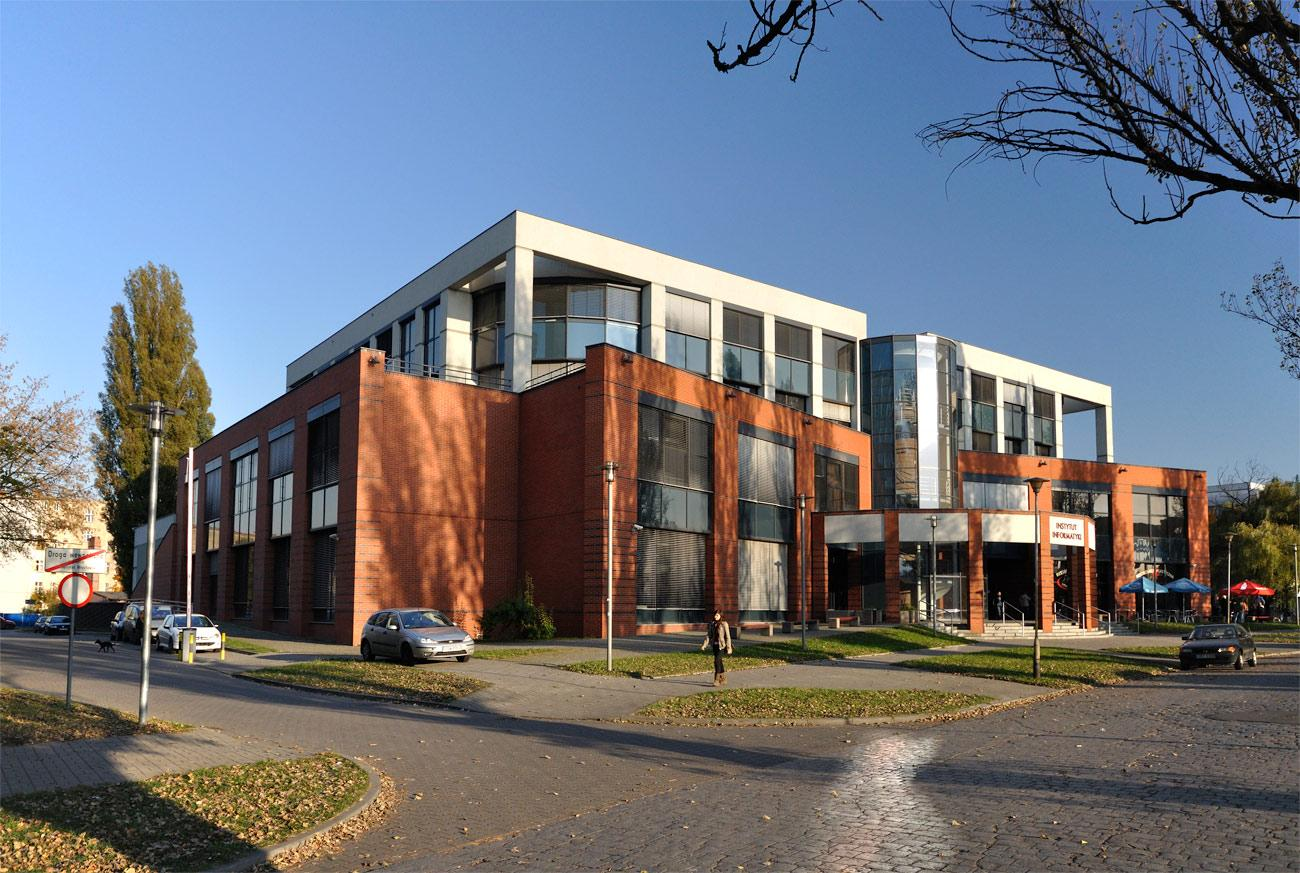
Budynek Instytutu Informatyki UWr

Most Grunwaldzki położony jest na 250,5 km biegu Odry, a most Pokoju na 250,8 km biegu rzeki. Z bulwaru roztacza się widok na odcinek Odry pomiędzy dwoma mostami, a po przeciwnej stronie rzeki na nabrzeże, którym biegnie ulica Fryderyka Joliot-Curie. Tu znajdują się obiekty Uniwersytetu Wrocławskiego m.in. budynek Instytutu Informatyki o ciekawej bryle i konstrukcji zwróconej w kierunku Odry oraz gmach główny Biblioteki Uniwersyteckiej.

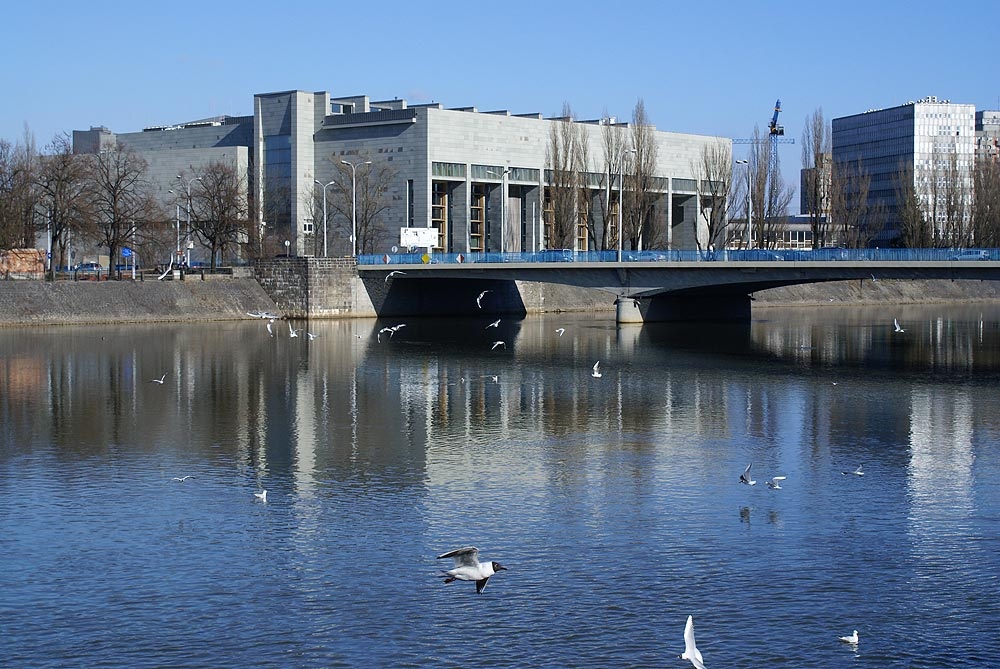
Most Pokoju i budynek biblioteki

Dla terenu, na którym położony jest bulwar, uchwalono miejscowy plan zagospodarowania przestrzennego, w którym określa się możliwy sposób zagospodarowania tego obszaru jako przestrzeni publicznej, zgodny z obecnym stanem: między innymi jako skwery, ciągi piesze i pieszo-rowerowe, z nasadzeniami zieleni.
Bulwar przed przebudową był słabo zagospodarowany i rzadko uczęszczany ; stanowił żwirową drogę używaną wcześniej jako parking, ograniczoną brzegiem rzeki oraz tylną fasadą gmachu Urzędu Wojewódzkiego . Interesującym elementem nabrzeża bulwaru był zachowany taras widokowy, który został wybudowany z myślą o obserwacji przeprowadzanych na wodzie imprez masowych. 
Bulwar Marii i Lecha Kaczyńskich w latach 2015–2016 został poddany rewitalizacji, wraz z sąsiadującym bulwarem Xawerego Dunikowskiego. Przebudowa objęła nabrzeże i deptak dla pieszych, z likwidacją dostępu dla samochodów  . Na bulwarze powstały między innymi ścieżki spacerowe, trawnik, pufa miejska i kamienne ławki; przewidziane zostały miejsca do cumowania niewielkich jednostek pływających . Bulwar Kaczyńskich został również połączony z bulwarem Dunikowskiego kładką usytuowaną pod Mostem Pokoju  . Przebudowę przeprowadzono w oparciu o projekt Piotra Żurawia, który został zwycięzcą konkursu przeprowadzonego w 2008 r., a koszt tej inwestycji, dla obu bulwarów, wyniósł 19.850.000,00 zł .
Ponadto miejsce to wskazuje się jako potencjalny teren budowy w przyszłości ewentualnego pomnika upamiętniającego patronów bulwaru .